# География Швеции
Швеция расположена в Северной Европе на Скандинавском полуострове. Государство граничит с Норвегией на западе, Финляндией на северо-востоке и Данией на юго-западе. На юге и востоке омывается водами Ботнического залива и Балтийского моря. Площадь Швеции — 450 тыс. км². С севера на юг государство простирается почти на 1600 км, а с востока на запад максимальная протяжённость около 500 км.
По данным всемирной книги фактов ЦРУ по состоянию на 2018 год, леса покрывают 68,7 % территории Швеции, второй самый высокий процент среди всех развитых стран мира, после Финляндии (72,9 %). Единственные другие развитые страны с таким высоким процентом лесного покрова — Финляндия (72,9 %), Япония (68,5 %) и Южная Корея (63,9 %).

## Географические данные

### Протяжённость границ
- всего: 2205 км;
- с Финляндией — 586 км, с Норвегией — 1619 км.
- береговая линия: 3218 км.

### Координаты
- 62° 00' северной широты;
- 15° 00' восточной долготы.

## Климат
Особенности расположения Скандинавских гор, играющих барьерную роль по отношению к влажным воздушным массам, приходящим со стороны Атлантического океана, а также значительная меридиональная протяжённость делают климат Швеции весьма разнообразным.
Климат в южной и восточной частях страны, благодаря тёплому течению Гольфстрим, — умеренный, морской, переходный к континентальному. Средняя температура января варьирует от −15 °C до −3 °C, а июля — от 10 °C до 17 °C. Годовое количество осадков составляет 300—800 мм, кроме того, вследствие малой испаряемости, увлажнение и здесь избыточное, что обуславливает значительную заболоченность территории.
На севере и востоке в горных районах страны за полярным кругом климат субарктический. В горах средняя температура января достигает −16 °C, а средняя температура июля колеблется в пределах от 6 °C до 8 °C. Большая часть этой территории покрыта ледниковыми щитами, а также горно-долинными ледниками.
| Средний уровень температур &nbspн; | Средний уровень температур &nbspн; | Средний уровень температур &nbspн; |
| ---------------------------------- | ---------------------------------- | ---------------------------------- |
|                                    | Январь                             | Июль                               |
| Мальмё                             | - 0,2 °C                           | + 16,8 °C                          |
| Стокгольм                          | - 2,8 °C                           | + 17,2 °C                          |
| Кируна                             | - 16,0 °C                          | + 12,8 °C                          |

| Средняя продолжительность светового дня | Средняя продолжительность светового дня | Средняя продолжительность светового дня |
| --------------------------------------- | --------------------------------------- | --------------------------------------- |
|                                         | Январь                                  | Июль                                    |
| Мальмё                                  | 7 часов                                 | 17 часов                                |
| Стокгольм                               | 6 часов                                 | 18 часов                                |
| Кируна                                  | 0 часов                                 | 24 часа                                 |

## Рельеф
Самая высокая точка на территории Швеции — гора Кебнекайсе (швед. Kebnekaise; 2106 м). Основные черты рельефа связаны с положением Скандинавского полуострова в пределах Балтийского щита и каледонских складчатых структур, испытавших в неоген-антропогеновое время значительные вертикальные перемещения и выравнивание за счёт ледниковой экзарации и аккумуляции. Мощность ледников на полуострове, являвшемся центром материкового оледенения Европы, превосходила местами 1500 м. Последний ледниковый покров существовал в районе Стокгольма около 10 тысяч лет назад, а близ северного побережья Ботнического залива — 7—8 тысяч лет назад. Лесом занято примерно 420 тысяч км², то есть около 70 % территории страны.

## Полезные ископаемые
Недра Швеции богаты металлами, присутствуют месторождения руд железа, меди, титана, пиритов, цинка, урана, серебра. Значительные месторождения металлических руд связаны с обширными выходами магматических и метаморфических пород. Ограниченное же распространение осадочных пород обусловило практическое отсутствие залежей каменного угля, нефти и природного газа. Шведские железорудные месторождения относятся к богатейшим в мире как по концентрации запасов руды, так и по содержанию в ней металла. Месторождения железных руд располагаются главным образом в провинциях Норботтен и Бергслаген. Руды известны по всей стране. Около 100 медноколчеданных месторождений и рудопроявлений расположены в провинции Норботтен, плюс столько же — в Центральной Швеции, в провинциях Вестерботтен и Бергслаген.
Известные месторождения нефти относят к Центральноевропейскому нефтегазоносному бассейну. Площадь принадлежащей Швеции части бассейна (северо-западная часть острова Готланд с прилегающей акваторией Балтийского моря) 30 тысяч км². Наиболее крупное месторождение — Хамра, доказанные запасы нефти около 20 тысяч т.
Небольшие месторождения каменного угля, мощность пластов на которых не превышает 0,8 м (Хёганес, Эресунде), располагаются в провинции Сконе на западном побережье страны.
Благородные металлы золото и серебро извлекаются главным образом попутно из руд сульфидных месторождений. Единственное месторождение золотосульфидной формации — Энасен.

## Гидрография
В Швеции насчитывается более 4000 озёр площадью более 1 км². Среди крупнейших Веттерн, Ельмарен, Меларен, а самое крупное — Венерн — занимает 5585 км². Большинство крупных рек (например, Каликсэльвен, Шеллефтеэльвен, Умеэльвен, Турнеэльвен) течёт с северо-запада на юго-восток, впадая в Ботнический залив и основную часть
Балтийского моря. Однако, крупнейшей речной системой является Кларэльвен—(Венерн)—Гёта-Эльв, несущая свои воды в пролив Каттегат. Наивысшим водопадом является Ньюпешер (93 метра), находящийся на северо-западе лена Даларна.